# Kent Johansson
Kent Johansson även känd som Kent "Lill-Kenta" Johansson, född 13 april 1956 i Katrineholm, är en svensk ishockeytränare och före detta ishockeyspelare. Som tränare har han tränat bland annat HV71, Timrå IK och Frölunda HC. Från säsongen 2013/2014 var han huvudtränare för Örebro Hockey, men i oktober 2016 lämnade han klubben.

## Biografi
Johansson började sin spelarkarriär 1973 med Huddinge IK i division 2. Som proffs spelade han med Djurgårdens IF i Elitserien och vann två SM-guld med klubben - 1983 och 1990. Han har även spelat i den schweiziska ligan, Nationalliga A, i fem säsonger och vunnit guld med HC Lugano tre gånger - 1986, 1987 och 1988. 1983 och 1985 spelade Johansson i Sveriges landslag i VM.
Johansson startade sin tränarkarriär 1994, då han slutade spela i sin moderklubb Huddinge IK och i stället klev över till tränarrollen. Mellan 1995 och 2002 tränade han Södertälje SK, HC Bolzano, IK Nyköpings Hockey NH90 och Djurgårdens IF. Från 2002 till 2007 var han huvudtränare för Timrå IK i Elitserien men bytte klubb till HV71 inför säsongen 2007/2008, som avslutades med att laget blev svenska mästare. Johansson blev kvar ytterligare ett år i HV71 som slutade med finalförlust mot Färjestad BK. 
Säsongen 2009/2010 skrev Johansson på för HC Lugano där de sportsliga framgångarna uteblev och han fick sparken från klubben under pågående säsong. 13 april 2010 skrev han på ett treårskontrakt som huvudtränare för Frölunda HC. Den 25 november 2013 tog han över som huvudtränare för Örebro HK. Detta efter att Patrik Ross avgått som tränare.

## Spelarkarriär
- Huddinge IK 1973-1982, 1990-1994
- Djurgårdens IF 1982-1983, 1989-1990 (2 SM-guld)
- HC Lugano 1983-1989 (3 schweiziska guld)

## Tränarkarriär
- Huddinge IK 1994/1995
- Södertälje SK 1995/1996
- HC Bolzano
- IK Nyköpings Hockey NH90
- Djurgårdens IF 2001/2002
- Timrå IK 2002/03-2006/07
- HV71 2007-2009 (SM-guld 2008)
- HC Lugano 2009-2009 (Fick sparken mitt under säsongen 09/10)
- Frölunda HC 2010-2013
- Örebro HK 2013-2016